# Gołąbek szary

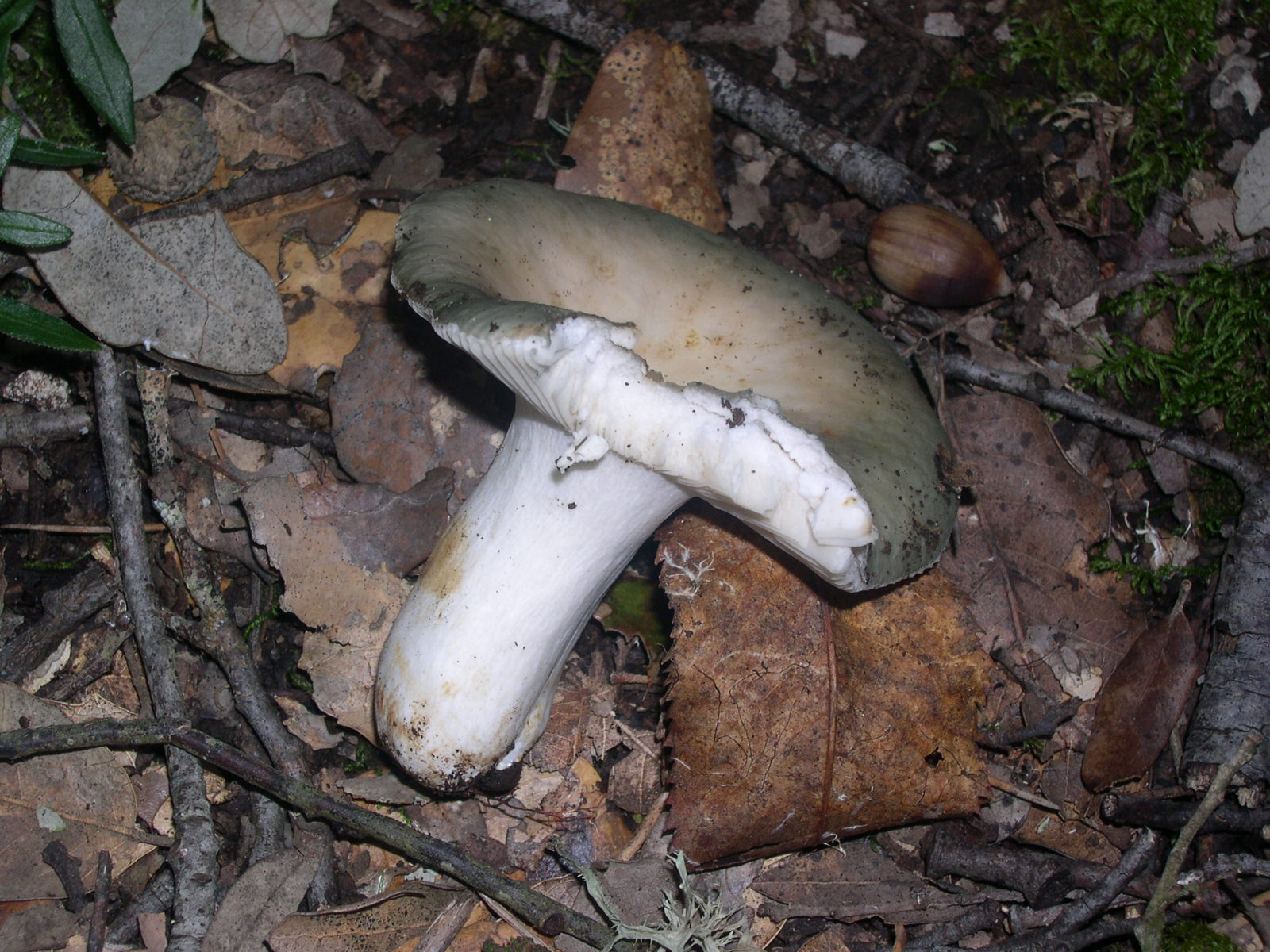

Gołąbek szary (Russula grisea Fr.) – gatunek grzybów należący do rodziny gołąbkowatych (Russulaceae).

## Systematyka i nazewnictwo
Pozycja w klasyfikacji według Index Fungorum: Russula, Russulaceae, Russulales, Incertae sedis, Agaricomycetes, Agaricomycotina, Basidiomycota, Fungi.
Po raz pierwszy opisał go w 1838 r. Elias Fries i nadana przez niego nazwa naukowa jest aktualna. Ma około 20 synonimów. Niektóre z nich:
- Russula grisea var. iodes Romagn. 1962
- Russula grisea var. leucospora J. Blum 1952
- Russula palumbina var. pictipes (Cooke) Bon 1983

Polską nazwę podała Alina Skirgiełło w 1991 r.

## Morfologia
Kapelusz
Średnica 5–11 cm, początkowo wypukły, potem coraz bardziej płaski, na koniec głęboko wklęsły. Powierzchnia oliwkowa, szarooliwkowa, błękitnozielonkawa lub szaroperłowa, na środku zwykle ciemniejsza w odcieniach brązowych lub oliwkowych. Czasami zdarzają się formy o barwie brązowej, liliowej lub jasnofiołkowej. Brzeg gruby, początkowo podwinięty, potem tylko lekko podgięty, dość nierówny, gładki lub krótko karbowany. Skórka gładka, nieco błyszcząca, dająca się zedrzeć do połowy kapelusza.
Blaszki
Dość gęste, cienkie, kruche, z blaszeczkami, przy trzonie często rozwidlone, wąsko przyrośnięte, początkowo kremowobiałe, potem kremowoochrowe lub jasne, cytrynowozielonkawe.
Trzon
Wysokość 2,5–9,5 cm, grubość 1–3,2 cm, walcowaty, jędrny, początkowo pełny, potem watowaty. Powierzchnia biała, z czasem brązowiejąca.
Miąższ
Gruby, jędrny, biały (również pod skórką), uszkodzony po dłuższym czasie może przebarwić się. Ma słaby zapach i łagodny smak (w blaszkach czasami nieco piekący). Pod wpływem FeSO4 zmienia barwę na różowopomarańczową lub morelową.
Wysyp zarodników
Jasnoochrowy.
Cechy mikroskopowe
Podstawki 40–50× 7–10 µm. Bazydiospory 7–10 × 6–7 µm, jajowate do elipsoidalnych, pokryte drobnymi brodawkami, miejscami połączonymi cienkimi łącznikami. Brodawki różnej wielkości niskie (do 0,6 µm), tępe. Cystydy tępe lub z szerokim kończykiem na szczycie, 50–80 × 7,5–12 µm. Dermatocystydy cylindryczne z tępym końcem.

## Występowanie i siedlisko
Występuje w Ameryce Północnej, Europie, Azji, Afryce i na Nowej Zelandii. Najwięcej stanowisk podano w Europie i jest tutaj szeroko rozprzestrzeniony. W Polsce W. Wojewoda w 2003 r. przytoczył kilkanaście stanowisk, w późniejszych latach podano następne. Aktualne stanowiska podaje także internetowy atlas grzybów. Znajduje się w nim na liście gatunków zagrożonych i wartych objęcia ochroną.
Naziemny grzyb mykoryzowy. Występuje w lasach bukowych i mieszanych z udziałem buka.

## Zastosowanie
Jest grzybem jadalnym, ale trudnym do odróżnienia od innych, podobnych gołąbków. Dla gołąbków obowiązuje zasada, że te o łagodnym smaku są jadalne, te o ostrym smaku są niejadalne lub trujące, ale jest wyjątek – gołąbek oliwkowy (Russula olivacea)ma łagodny smak, ale zanotowano kilka zatruć tym grzybem. W celu spożywczym zbierać należy tylko dobrze znane gołąbki, odradza się zbierania gatunków trudnych do identyfikacji.